# Standbeeld van David van Sassoun
Het standbeeld van David van Sassoun is een ruiterstandbeeld in de Armeense hoofdstad Jerevan. Het beeld stelt David van Sassoun voor, de held uit de Waaghalzen van Sassoun die volgens dit epos uit de achtste eeuw de Arabische indringers uit Armenië zou hebben verjaagd.
Het standbeeld staat op het David van Sassounplein (voorheen het Stationsplein) voor station Jerevan in het district Kentron. Het standbeeld werd ontworpen door architect Michael Mazmanian en door de kunstenaar Jervand Kotsjar vervaardigd in gehamerd koper en basalt. Kotsjar kreeg in 1967 de Staatsprijs van Armenië voor dit beeld. Het standbeeld weegt 3,5 ton is 9,3 meter hoog en staat op een basalten voet van 6,5 op 2,2 meter in een waterbassin met een diameter van 25 meter.

## Geschiedenis
Het project voor een standbeeld werd in 1939 opgestart met als doel de 1000e verjaardag van het epische verhaal van David van Sassoun te herdenken. Jervand Kotsjar keerde terug uit Parijs om het beeld te maken maar het project werd onderbroken toen Kotsjar in 1941 werd gearresteerd door de Armeense autoriteiten. De gemeenteraad van Jerevan besliste pas in 1957 om verder te gaan met het project. Het standbeeld werd uiteindelijk op 3 december 1959 ingehuldigd.